# Marco Medeiros
Marco Alexandre da Silva Medeiros (Lisboa, 15 de Abril de 1985) é um actor e dobrador português.
Desde muito pequeno começou a pisar os palcos em companhias de teatro amadoras nas quais o seu pai era encenador. A paixão pela representação despertou-o e, depois de fazer o 12º ano, entrou para a Escola Profissional de Teatro de Cascais.
Terminado o curso, fez três peças no teatro experimental de Cascais, onde aprendeu muito com actores mais experientes. E, com o objectivo de alargar os seus horizontes, Marco Medeiros, foi tirar um curso de televisão, com o actual realizador de Floribella - Attílio Riccó, que, mais tarde, o convidou para o papel de Flip!
Mas antes disso, ainda participou na série Inspector Max e na novela Dei-te Quase Tudo, ambas produções da NBP, em exibição na TVI.
Embora a sua paixão seja a representação, Marco esteve sempre ligado à música, toca imensos instrumentos e até cantou, durante 2 meses, num bar! Mas, é na Banda da Floribella onde o Marco tem a oportunidade de demonstrar os seus dotes vocais.
Recentemente lançou o seu álbum a solo, intitulado «Marco Medeiros»
Em 2008, Participa da telenovela Rebelde Way, da SIC, interpretando Gabriel.
Ainda dobrou a segunda voz de Irving em Phineas e Ferb, do Disney Channel, e a primeira voz de Randy em Randy Cunningham: Ninja Total

## Trabalhos
- Bem-Vindos a Beirais
- Sol de Inverno - Gabriel
- Sinais de Vida - Marco Fernandes
- Rebelde Way - Gabriel Pereira
- Floribella - Filipe "Flip" Chaves
- Dei-te Quase Tudo
- Inspector Max